# پنجره غم
پنجرهٔ غم (به آذربایجانی: "(با تلفظ غم پنجره‌سی)Qəm pəncərəsi") یک فیلم ساخته آذربایجان شوروی محصول سال ۱۹۸۶ به کارگردانی آنار رسول‌اوغلو رضوانف است. این اثر برگرفته از کتاب «داستان‌هایی از روستای دانابش» نوشته جلیل محمدقلی‌زاده است. حسناقا تورابوف، روسلان نسیروف، هسن ممدوف، واقف ابراهیم اوغلو و لیلا شیخلینسکایا نقش‌های اصلی این فیلم را بازی می‌کنند.
شخصیت "کِئفلی ایسکندر (اسکندرِ مست)" که شخصیتی ضد خرافاتی و روشن‌فکر تحصیلکرده در محیطی سنتی می‌باشد و قصد دارد افکار نو را وارد محیط روستای فیلم، و خرافه پرستی را از آن پاک کند مربوط به این فیلم است.